# ルカ・アザリアシヴィリ
ルカ・アザリアシヴィリ（グルジア語: ლუკა აზარიაშვილი、グルジア語ラテン翻字: Luka Azariashvili、1999年2月15日 – ）は、ジョージアのラグビーユニオン選手。トップ14のモンペリエ所属。ラグビーU-18ジョージア代表に選出され、主にプロップのポジションでプレーした。